# Europameisterschaften im Synchronschwimmen 2025
Die Europameisterschaften im Synchronschwimmen 2025 wurden vom 2. bis 5. Juni im portugiesischen Funchal ausgetragen.

## Medaillenspiegel
| Platz  | Land           | Gold | Silber | Bronze | Gesamt |
| ------ | -------------- | ---- | ------ | ------ | ------ |
| 1      | Spanien        | 5    | 3      | 3      | 11     |
| 2      | Italien        | 2    | 5      | 1      | 8      |
| 3      | Österreich     | 2    | –      | –      | 2      |
| 4      | Großbritannien | 1    | 1      | 2      | 4      |
| 5      | Deutschland    | 1    | –      | 2      | 3      |
| 6      | Ukraine        | –    | 2      | –      | 2      |
| 7      | Frankreich     | –    | –      | 2      | 2      |
| 8      | Israel         | –    | –      | 1      | 1      |
| Gesamt | Gesamt         | 11   | 11     | 11     | 33     |

## Ergebnisse
| Disziplin                          | Gold | Silber | Bronze |
| ---------------------------------- | --- | --- | --- |
| Solo Männer (freies Programm)      | Jordi Cáceras | Filippo Pelati | Ranjuo Tomblin |
| Solo Männer (technisches Programm) | Ranjuo Tomblin | Filippo Pelati | Dennis González |
| Solo Frauen (freies Programm)      | Klara Bleyer | Enrica Piccoli | Iris Tió |
| Solo Frauen (technisches Programm) | Vasiliki Alexandri | Iris Tió | Klara Bleyer |
| Duett (freies Programm)            | Enrica Piccoli / Lucrezia Ruggiero | Lilou Lluís Valette / Iris Tió | Klara Bleyer / Amélie Blumenthal Haz |
| Duett (technisches Programm)       | Anna-Maria Alexandri / Eirini-Marina Alexandri                                                                                             | Txell Ferré Gaset / Lilou Lluís Valette | Anastasia Bayandina / Romane Lunel |
| Acrobatic Routine                  | ItalienBeatrice Andina Marta Iacoacci Alessia Macchi Giorgia Lucia Macino Sofia Mastroianni Susanna Pedotti Sophie Tabbiani Giulia Vernice | UkraineIwanna Burba Oleksandra Horezka Uljana Hrynischyna Alissa Kulyk Jelisaweta Lymar Darja Moschynska Anastassija Schmonina Marija Sidorowzowa | SpanienCristina Arámbula Txell Ferré Gaset Marina García Polo Dennis González Lilou Lluís Valette Meritxell Mas Paula Ramírez Sara Saldaña |
| Mannschaft (freies Programm)       | SpanienCristina Arámbula Txell Ferré Gaset Marina García Polo Dennis González Alisa Ozhogina Paula Ramírez Sara Saldaña Iris Tió           | ItalienValentina Bisi Beatrice Esegio Marta Iacoacci Alessia Macchi Sofia Mastroianni Susanna Pedotti Sophie Tabbiani Giulia Vernice              | IsraelYogev Dagan Catherine Kunin Alexandra Lerman Noga Levy Lior Makmel Aya Mazor Shaya Sar Shalom Nechmad Yaara Sharabi                  |
| Mannschaft (technisches Programm)  | SpanienCristina Arámbula Txell Ferré Gaset Marina García Polo Lilou Lluís Valette Alisa Ozhogina Paula Ramírez Sara Saldaña Iris Tió       | UkraineOleksandra Horezka Marija Hrynischyna Uljana Hrynischyna Alissa Kulyk Jelisaweta Lymar Darja Moschynska Darja Prynko Anastassija Schmonina | FrankreichAngéline Bertinelli Jeanne Clair Ambre Esnault Héloïse Guillot Claudia Janvier Romane Lunel Romane Temessek Lou Thuillier        |
| Mixed-Duett (technisches Programm) | Dennis González / Mireia Hernández | Isabelle Thorpe / Ranjuo Tomblin | Filippo Pelati / Lucrezia Ruggiero |
| Mixed-Duett (freies Programm)      | Dennis González / Iris Tió | Filippo Pelati / Lucrezia Ruggiero | Holly Hughes / Ranjuo Tomblin |